# Eleccions al Consell General dels Pirineus Orientals 2008
Les eleccions al Consell General dels Pirineus Orientals de 2008 elegiren els consellers generals del departament. Inicialment programades el 2007, les eleccions cantonals van ser desplaçades el 2008, i es desenvoluparen els mateixos dies que les eleccions municipals per tal de no sobrecarregar el calendari electoral de 2008. Les eleccions tingueren lloc els dies 9 i 16 de març del 2008.

## Cantó d'Argelers
Conseller general: Martine Rolland (PS)

## Cantó d'Arles
Conseller general: Alexandre Reynal (PS)

Candidats:
- Michel Lepeigneux (FN)
- Jacques Majester (PCF)
- Alexandre Reynal Arxivat 2008-02-07 a Wayback Machine., alcalde d'Els Banys d'Arles
- Daniel Rossignol (UC),[1] conseller municipal de Montferrer
- Michel Sitja (UMP)

## Cantó de Canet de Rosselló
Conseller general: Jean-Claude Torrens (UMP)

## Cantó de Ceret
Conseller general: Robert Garrabé (PS)

Candidats:
- Robert Garrabé (PS), alcalde de Sant Joan de Pladecorts
- Franck Huette (Les Verts)
- Paul Montabric (FN)
- Georgette Pascot Fabregas (UMP)
- Sébastien Pouilly (PCF)

## Cantó de la Costa Radiant
Conseller general: Jacques Bouille (UMP)
 (mort el 2009, el reemplaçà Mauricette Fabre)

Candidats:
- Jacques Bouille (UMP), alcalde de Sant Cebrià de Rosselló
- Jean-Paul Boy (PCF)
- Georges Bretones (PS)
- Christian Chauchard (Parti Populiste/FN)
- Thierry Del Poso (NC)

## Cantó de la Costa Vermella
Conseller general: Michel Moly (PS)

## Cantó d'Elna
Conseller general: Marcel Mateu (PS)

Candidats:
- Edouard Fesenbeck (FN)
- Nicolas Garcia Arxivat 2008-03-12 a Wayback Machine. (PCF)
- Marcel Mateu Arxivat 2008-02-13 a Wayback Machine. (PS)
- Dominique Woch (UMP)

## Cantó de Millars
Conseller general: Christian Bourquin (PS)
(dimitit el 2011, el substituí Françoise Fiter)

Candidats:
- Christian Bourquin (PS)
- Henri Castanet (UMP),[2] adjunt al batlle d'El Soler
- Eric Demazures (FN)
- Gérard Mandrau (PCF)

## Cantó de Montlluís
Conseller general: Pierre Bataille (DVD)

## Cantó d'Oleta
Conseller general: Jean-Louis Alvarez (PCF)

Candidats:
- Jean-Louis Alvarez Arxivat 2008-02-01 a Wayback Machine. (PCF), alcalde de Fontpedrosa
- François Ferrand (Les Verts)
- Jean Galindo
- Jean-Louis Jallat
- Jean-Marie Maydat (PS)
- Eric Nivet (UC)[3]
- Alain Orliaguet (FN)

## Cantó de Perpinyà-1
Conseller general: Richard Puly-Belli (UMP)

## Cantó de Perpinyà-2
Conseller general: Jean-Louis Chambon (PS)

## Cantó de Perpinyà-3
Conseller general: Jean Vila (PCF)

## Cantó de Perpinyà-4
Conseller general: Jean Rigual (UMP)

Candidats:
- Louis Aliot (FN)
- Marc Jésus-Prêt Arxivat 2008-01-08 a Wayback Machine. (PS)
- Pierre-Louis Place (PCF)
- Jean Rigual (UMP)

## Cantó de Perpinyà-5
Conseller general: Ségolène Neuville (PS)

Candidats:
- Marie-Thérèse Costa-Fesenbeck (FN)
- Jean-Luc Englebert (UMP)
- Christine Gonzalez
- Eliane Le Dantec (PCF)
- Mickaël Millet Arxivat 2008-03-16 a Wayback Machine. (MoDem)
- Ségolène Neuville (PS)

## Cantó de Perpinyà-6(Centre Ciutat)
Conseller general: Véronique Vial-Auriol (UDI)

Candidats:
- Jean-Luc Dufour (FN)
- Ramon Faura (Independent)[4]
- Marc Lagae (PS)
- Marie-Cécile Pons
- Richard Sanchez (PCF)
- Véronique Vial-Auriol (UMP)[5]

## Cantó de Perpinyà-7
Conseller general: Jean Sol (UMP)

## Cantó de Perpinyà-8
Conseller general: Hermeline Malherbe-Laurent (PS)

Candidats:
- Françoise Bataillon (FN)
- Françoise Fiter (PCF)
- Chantal Gombert Arxivat 2008-01-31 a Wayback Machine. (MoDem)
- Hermeline Malherbe-Laurent Arxivat 2008-01-08 a Wayback Machine. (PS)
- Jean Maydat (UMP)

## Cantó de Perpinyà-9
Conseller general: Toussainte Calabrèse (PS)

## Cantó de Prada
Conseller general: Guy Cassoly (PCF)

## Cantó de Prats de Molló i la Presta
Conseller general: Bernard Rémédi (DVD)

## Cantó de Ribesaltes
Conseller general: Jean-Jacques Lopez (PS)

## Cantó de Sallagosa
Conseller general: Georges Armengol (UMP)

Candidats:
- Georges Armengol (UMP)
- Daniel Delestré (PS)
- Brigitte Enaud
- Pierre Prat
- Marc Rousset (PCF)
- Raymond Saunier (FN)

## Cantó de Sant Esteve del Monestir
Conseller general: Elie Puigmal (PS)

Candidats:
- Pierre Aloy (FN)
- Jean-Maurice Ibanez (PCF)
- Jean-Marie Palma
- Elie Puigmal (PS), alcalde de Sant Esteve del Monestir
- Jean-Jacques Vila Arxivat 2008-03-16 a Wayback Machine. (MoDem)
- Robert Vila Arxivat 2016-01-10 a Wayback Machine. (UMP)

## Cantó de Sant Llorenç de la Salanca
Conseller general: Joseph Puig (MoDem)

## Cantó de Sant Pau de Fenollet
Conseller general: Pierre Estève (PS)

## Cantó de Sornià
Conseller general: Alain Boyer (PS)

## Cantó de Toluges
Conseller general: Louis Caseilles (PS)

Candidats:
- Viviane Arana (FN)
- Louis Caseilles (PS), alcalde de Toluges
- Valérie Fricot Arxivat 2011-02-01 a Wayback Machine. (PR)[6]
- Daniel Mach (UMP),[7] alcalde de Pollestres i diputat
- Jacky Pugnet (PCF)

## Cantó de la Tor de França
Conseller general: Guy Ilary (DVD)

Candidats:
- Jacques Cresta Arxivat 2008-03-06 a Wayback Machine. (PS)
- Guy Ilary
- Pierre Leonardelli (FN)
- Raymond Manchon (PCF)

## Cantó de Tuïr
Conseller general: René Olive (PS)

## Cantó de Vinçà
Conseller general: Henri Demay (PS)
(mort el 2009, el substituí Marie Thérèse Casenove)

Candidats:
- Jean-Pierre Castillo (PCF)
- Henri Demay (PS), alcalde d'Illa
- Irina Kortanek (FN)
- Pierre Paillès Arxivat 2008-02-18 a Wayback Machine. (UMP), alcalde de Vinçà
- Claude-Emile Tourne (ARC 66)
- Pierre Vétault (Independent)